# Храстовец Топлички
Храстовец Топлички је насељено место у саставу града Вараждинске Топлице у Вараждинској жупанији, Хрватска. До територијалне реорганизације у Хрватској налазио се у саставу старе општине Нови Мароф.

## Становништво
На попису становништва 2011. године, Храстовец Топлички је имао 176 становника.

## Попис1991.
На попису становништва 1991. године, насељено место Храстовец Топлички је имало 237 становника, следећег националног састава:
| Попис 1991.‍ | Попис 1991.‍ | Попис 1991.‍ | Попис 1991.‍ | Попис 1991.‍ |
| ----------- | ----------- | ----------- | ----------- | ----------- |
|             |             |             |             |             |
| Хрвати      | Хрвати      |             | 228         | 96,20%      |
| Срби        | Срби        |             | 2           | 0,84%       |
| Југословени | Југословени |             | 1           | 0,42%       |
| непознато   | непознато   |             | 6           | 2,53%       |
| укупно: 237 |             |             |             |             |